# ActiveRecord
Active record (AR) — шаблон проектирования приложений, описанный Мартином Фаулером в книге Patterns of Enterprise Application Architecture («Шаблоны архитектуры корпоративных приложений»). AR является популярным способом доступа к данным реляционных баз данных в объектно-ориентированном программировании.
Схема Active Record — это подход к доступу к данным в базе данных. Таблица базы данных или представление обёрнуты в классы. Таким образом, объектный экземпляр привязан к единственной строке в таблице. После создания объекта новая строка будет добавляться к таблице на сохранение. Любой загруженный объект получает свою информацию от базы данных. Когда объект обновлён, соответствующая строка в таблице также будет обновлена. Класс обёртки реализует методы средства доступа или свойства для каждого столбца в таблице или представлении.
Этот образец обычно используется объектными инструментами персистентности и в объектно-реляционном отображении (ORM). Как правило, отношения внешнего ключа будут представлены как объектный экземпляр надлежащего типа через свойство.
Реализации данного шаблона часто нарушают принцип единственной ответственности (SRP), совмещая в одном объекте как представление и внутреннюю логику самого объекта, так и механизмы CRUD, поэтому Active Record может считаться антипаттерном. В других случаях это утверждение спорно, так как сам по себе объект, реализующий ActiveRecord, не содержащий никакой бизнес-логики, а предоставляющий таблицу из базы данных, имеет лишь одну причину для изменения (изменение таблицы), что не противоречит определением принципа SRP.

## Общий принцип работы Active Record
Пусть существует таблица в базе данных. Для данной таблицы создаётся специальный класс AR, являющийся отражением (представлением) таблицы, таким образом, что:
- каждый экземпляр данного класса соответствует одной записи таблицы;
- при создании нового экземпляра класса (и заполнении соответствующих полей) в таблицу добавляется новая запись;
- при чтении полей объекта считываются соответствующие значения записи таблицы баз данных;
- при изменении (удалении) какого-либо объекта изменяется (удаляется) соответствующая ему запись.

## Реализация
Реализация концепции AR существует во многих средах разработки для различных языков программирования. Например, если в базе данных есть таблица parts с полями name (string type) и price (number type), и шаблон Active Record реализован в классе Part, то следующий псевдокод:
```
part = new Part()
part.name = "Sample part"
part.price = 123.45
part.save()
```

создаст новую запись в таблице parts с данными значениями, и будет примерно соответствовать SQL команде
```
INSERT
 
INTO
 
parts
 
(
name
,
 
price
)
 
VALUES
 
(
'Sample part'
,
 
123
.
45
);

```

С другой стороны, класс может быть использован для запросов к базе данных:
```
b = Part.find_first("name", "gearbox")
```

Этот код создаст новый экземпляр класса Part, основанный на данных первой найденной записи в таблице parts у которой поле name равно «gearbox».
Команда SQL может быть подобна одной из показанных ниже, в зависимости от реализации SQL в конкретной базе данных:
```
SELECT
 
*
 
FROM
 
parts
 
WHERE
 
name
 
=
 
'gearbox'
 
LIMIT
 
1
;
 
-- MySQL or PostgreSQL

```

или
```
SELECT
 
*
 
FROM
 
parts
 
WHERE
 
name
 
=
 
'gearbox'
 
and
 
rownum
 
<
 
2
;
 
-- Oracle

```

или
```
SELECT
 
TOP
 
1
 
*
 
FROM
 
parts
 
WHERE
 
name
 
=
 
'gearbox'
;
 
-- Microsoft SQL Server

```

Примеры реализации: Yii и Kohana для PHP.
Следует отметить фреймворк CodeIgniter, который имеет встроенный класс ActiveRecord, являющийся конструктором запросов к базе данных, но не являющийся примером реализации шаблона Active Record.